# Інтелектуальна інформаційна система
Інтелектуальна інформаційна система (ІІС) — це один з видів автоматизованих інформаційних систем, інколи ІІС називають системою, засновану на знаннях. ІІС є комплексом програмних, лінгвістичних і логіко-математичних засобів для реалізації основного завдання: здійснення підтримки діяльності людини і  пошуку інформації в режимі розширеного діалогу природною мовою.

## Класифікація ІІС
- Експертні системи
  - Власне Експертні системи (ЕС)
  - Інтерактивні банери (web + ЕС)
- Запитально-відповідальна система (деяких джерелах «системи спілкування»)
  - Інтелектуальні пошукові системи (наприклад, система Старт)
  - Віртуальні співбесідники

ІІС можуть розміщуватися на якому-небудь сайті, де користувач ставить системі питання природною мовою (якщо це запитально-відповідальна система) або, відповідаючи на питання системи, знаходить необхідну інформацію (якщо це експертна система). Але, як правило, ЕС в інтернеті виконують рекламно-інформаційні функції (інтерактивні банери), а серйозні системи (такі, як, наприклад, ЕС діагностику устаткування) використовуються локально, оскільки виконують конкретні специфічні завдання.
Інтелектуальні пошукові системи відрізняються від віртуальних співбесідників тим, що вони досить безликі і у відповідь на питання видають деякий витяг з джерел знань (інколи досить великого обсягу), а співбесідники володіють «характером», особливою манерою спілкування (можуть використовувати сленг, ненормативну лексику), і їхні відповіді мають бути гранично лаконічними (інколи навіть просто у формі смайликів, якщо це відповідає контексту :-)).
Для розробки ІІС раніше використовувалися логічні мови (Пролог, Лісп і т. д.), а зараз використовуються різні процедурні мови. Логіко-математичне забезпечення розробляється як для самих модулів систем, так і для стикування цих модулів. Проте на сьогоднішній день не існує універсальної логіко-математичної системи, яка могла б задовольнити потреби будь-якого розробника ІІС, тому доводиться або комбінувати накопичений досвід, або розробляти логіку системи самостійно. В області лінгвістики теж існує безліч проблем, наприклад, для забезпечення роботи системи в режимі діалогу з користувачем природною мовою необхідно закласти в систему алгоритми формалізації природної мови, а це завдання виявилося куди складнішим, ніж передбачалося на світанку розвитку інтелектуальних систем. Ще одна проблема — постійна мінливість мови, яка обов'язково має бути відбита в системах штучного інтелекту.

## Забезпечення роботи ІІС
- Математичне
- Лінгвістичне
- Програмне
- Технічне
- Технологічне
- Кадрове

## Класифікація завдань, вирішуваних ІІС
- інтерпретація даних. Це одне з традиційних завдань для експертних систем. Під інтерпретацією розуміється процес визначення змісту даних, результати якого мають бути погодженими і коректними. Зазвичай передбачається багатоваріантний аналіз даних.
- діагностика. Під діагностикою розуміється процес співвідношення об'єкта з деяким класом об'єктів і виявлення несправності в деякій системі. Несправність — це відхилення від норми. Таке трактування дозволяє з єдиних теоретичних позицій розглядати і несправність устаткування в технічних системах, і захворювання живих організмів, і всілякі природні аномалії. Важливою специфікою є тут необхідність розуміння функціональної структури («анатомії») діагностуючої системи.
- моніторинг. Основне завдання моніторингу — безперервна інтерпретація даних у реальному масштабі часу і сигналізація про вихід тих або інших параметрів за допустимі межі. Головні проблеми — «пропуск» тривожної ситуації і інверсне завдання «помилкового» спрацьовування. Складність цих проблем в розмитості симптомів тривожних ситуацій і необхідність обліку тимчасового контексту.
- Проєктування полягає в підготовці специфікацій на створення «об'єктів» із заздалегідь визначеними властивостями. Під специфікацією розуміється весь набір необхідних документів — креслення, записка пояснення і так далі. Основні проблеми тут — здобуття чіткого структурного опису знань про об'єкт і проблема «сліду». Для організації ефективного проєктування і в ще більшій мірі того, що перепроєктувало, необхідно формувати не лише самі проєктні рішення, але й мотиви їхнього прийняття. Таким чином, в завданнях проєктування тісно зв'язуються два основні процеси, виконуваних в рамках відповідної ЕС: процес виведення рішення і процес пояснення.
- Прогнозування дозволяє передбачати наслідки деяких подій або явищ на підставі аналізу наявних даних. Прогнозуючі системи логічно виводять ймовірні наслідки із заданих ситуацій. У прогнозуючій системі зазвичай використовують параметричну динамічну модель, в якій значення параметрів «підганяють» під задану ситуацію. Висновки, що виводять з цієї моделі, складають основу для прогнозів з ймовірнісними оцінками.
- планування. Під плануванням розуміють знаходження планів дій, що відносяться до об'єктів, здатних виконувати деякі функції. У таких ЕС використовуються моделі поведінки реальних об'єктів з тим, аби логічно вивести наслідки планованої діяльності.
- навчання. Під навчанням розуміють використання комп'ютера для навчання деякої дисципліни або предмету. Системи навчання діагностують помилки при вивченні якої-небудь дисципліни за допомогою ЕОМ і підказують правильні рішення. Вони акумулюють знання про гіпотетичного «учня» і його характерні помилки, потім у роботі вони здатні діагностувати слабкості в знаннях учнів і знаходити відповідні засоби для їхньої ліквідації. Крім того, вони планують акт спілкування з учнем залежно від успіхів учня з метою передачі знань.
- керування. Під керуванням розуміється функція організованої системи, що підтримує певний режим діяльності. Такого роду ЕС здійснюють управління поведінкою складних систем відповідно до заданих специфікацій.
- підтримка прийняття рішень — це сукупність процедур, що забезпечує особу, що приймає рішення, необхідною інформацією і рекомендаціями, що полегшують процес ухвалення рішення. Ці ЕС допомагають фахівцям вибрати і сформувати потрібну альтернативу серед безлічі виборів при ухваленні відповідальних рішень.

У загальному випадку всі системи, засновані на знаннях, можна підрозділити на системи, що вирішують завдання аналізу, і на системи, які вирішують завдання синтезу. Основна відмінність завдань аналізу від завдань синтезу полягає в тому, що якщо в завданнях аналізу безліч рішень може бути перераховане і включене в систему, то в завданнях синтезу безліч рішень потенційно не обмежена і будується з вирішень компонент або проблем. Завданнями аналізу є: інтерпретація даних, діагностика, підтримка ухвалення рішення; до завдань синтезу відносяться проєктування, планування, управління. Комбіновані: вчення, моніторинг, прогнозування.

## Типова схема функціонування інтелектуальної системи
Функціонування інтелектуальної системи можна описати як постійне прийняття рішень на основі аналізу поточних ситуацій для досягнення певної мети. Природно виділити окремі етапи, які утворюють типову схему функціонування інтелектуальної системи:
1. Безпосереднє сприйняття зовнішньої ситуації; результатом є формування первинного опису ситуації.
2. Зіставлення первинного опису зі знаннями системи і поповнення цього опису; результатом є формування вторинного опису ситуації в термінах знань системи. Цей процес можна розглядати як процес розуміння ситуації, або як процес перекладу первинного опису на внутрішню мову системи. При цьому можуть змінюватися внутрішній стан системи та її знання. Вторинний опис може бути не єдиним, і система може вибирати між різними вторинними описами. Крім того, система в процесі роботи може переходити від одного вторинного опису до іншого. Якщо ми можемо формально задати форми внутрішнього представлення описів ситуацій та операції над ними, ми можемо сподіватися на певний автоматизований аналіз цих описів.
3. Планування цілеспрямованих дій та прийняття рішень, тобто аналіз можливих дій та їхніх наслідків і вибір тієї дії, яка найкраще узгоджується з метою системи. Це рішення, взагалі кажучи, формулюється деякою внутрішньою мовою (свідомо або підсвідомо).
4. Зворотна інтерпретація прийнятого рішення, тобто формування робочого алгоритму для здійснення реакції системи.
5. Реалізація реакції системи; наслідком є зміна зовнішньої ситуації і внутрішнього стану системи, і т. д.

Дуже важливим є таке міркування. Не слід вважати, що вказані етапи є повністю розділеними у тому розумінні, що наступний етап починається тільки після того, як повністю закінчиться попередній. Навпаки, для функціонування інтелектуальної системи характерним є взаємне проникнення цих етапів. Наприклад, ті чи інші рішення можуть прийматися уже на етапі безпосереднього сприйняття ситуації. Насамперед, це рішення про те, на які зовнішні подразники слід звертати увагу, а на яке не обов'язково. Зовнішніх подразників так багато, що їхнє сприйняття повинно бути вибірковим.